# Tropidophorus mocquardii
Tropidophorus mocquardii — вид сцинкоподібних ящірок родини сцинкових (Scincidae). Ендемік Малайзії. Вид названий на честь французького герпетолога Франсуа Мокарда.

## Поширення і екологія
Tropidophorus mocquardii відомі за типовим зразком, зібраним на горі Кінабалу на півночі острова Калімантан, в штаті Сабах.